# Леджике
Леджике (груз. ლეჯიქე) — село в Грузии, на территории Чхороцкуского муниципалитета края (мхаре) Самегрело-Верхняя Сванетия.

## География
Село находится в западной части Грузии, на левом берегу реки Очхомури, на расстоянии приблизительно 1 километра (по прямой) к югу от города Чхороцку, административного центра муниципалитета. Абсолютная высота — 161 метр над уровнем моря.

## Население
По результатам официальной переписи населения 2014 года в Леджике проживало 174 человека (94 мужчины и 80 женщин). В национальной структуре населения грузины составляли 99,4 %, украинцы — 0,6 %.
| Год  | Население, человек |
| ---- | ------------------ |
| 2002 | 705                |
| 2014 | ↘ 174              |